# Fondettes
 Fondettes  es una población y comuna francesa, situada en la región de Centro-Valle de Loira, departamento de Indre y Loira, en el distrito de Tours y cantón de Luynes.

## Demografía
| 3182 | 3441 | 4635 | 5844 | 7325 | 8921 |
| Para los censos de 1962 a 1999 la población legal corresponde a la población sin duplicidades (Fuente: INSEE [Consultar]) |      |      |      |      |      |

## Patrimonio
- Iglesia de Saint-Symphorien de Fondettes de los siglos XII-XIII, inscrita como monumento histórico de Francia.
- Priorato de Lavaré del siglo XIII, clasificado monumento histórico de Francia.
- Castillo de Châtigny del siglo XV, clasificado monumento histórico de Francia.
- Castillo de la Plaine del siglo XIX.